# Pycnodus
Il picnodo (gen. Pycnodus) è un pesce osseo estinto, appartenente ai picnodontiformi. Visse nell'Eocene medio (circa 50 - 48 milioni di anni fa) e i suoi resti fossili sono stati ritrovati in Europa.

## Descrizione
Questo pesce era di dimensioni medio - piccole, e solitamente non superava i 25 centimetri di lunghezza. Come la maggior parte dei suoi simili, possedeva un corpo ovale e compresso lateralmente. La testa era molto alta, con la piccola bocca rivolta all'ingiù. I denti erano arotondati e gli occhi grandi. La linea mediana del dorso era caratterizzata da una piccola "gobba" anteriore, dietro la quale iniziava la pinna dorsale: essa era costituita da una prima parte dai raggi allungati, simili a una punta, per poi divenire bassa, lunga e nastriforme. La pinna anale era opposta a quella dorsale e di forma e dimensioni simili, anche se più corta. La coda possedeva un peduncolo differenziato, non era bilobata ma era dotata di un margine posteriore concavo. 
Pycnodus si distingueva dagli altri picnodonti per una combinazione unica di caratteri primitivi e derivati: forma del corpo ovoidale, altezza massima del corpo di circa il 50-60% della lunghezza standard negli esemplari adulti; apice dorsale posto prima del punto di inserzione della pinna dorsale; apice ventrale assente; peduncolo caudale differenziato, ben sviluppato; extrascapolare non fuso al parietale; infraorbitale anteriore ingrandito; denti vomerini dal contorno circolare o subcircolare; otto o nove denti sulla fila principale dei denti vomerini; 10 o più denti sulla fila principale dei denti prearticolari; assenza di crenulazioni sui denti vomerini e prearticolari; ultima spina neurale che non sorregge i raggi della pinna caudale vestigiale; inserzione della pinna dorsale al 40-49% della lunghezza standard; da 50 a 59 assonosti dorsali; pinne dorsale e anale da nastriformi a leggermente acuminate; inserzione della pinna anale al 50-59% della lunghezza standard; da 40 a 49 assonosti anali; assenza di urodermici; sette o più spine sulle scaglie della carena ventrale; spine su ciascuna scaglia della carena ventrale separate l'una dall'altra; una scaglia cloacale anteriore modificata; una scaglia ventrale post-cloacale; cloaca con scaglia bifida e senza scaglie a virgola; tacca post-cloacale assente (Poyato-Ariza e Wenz, 2002). 

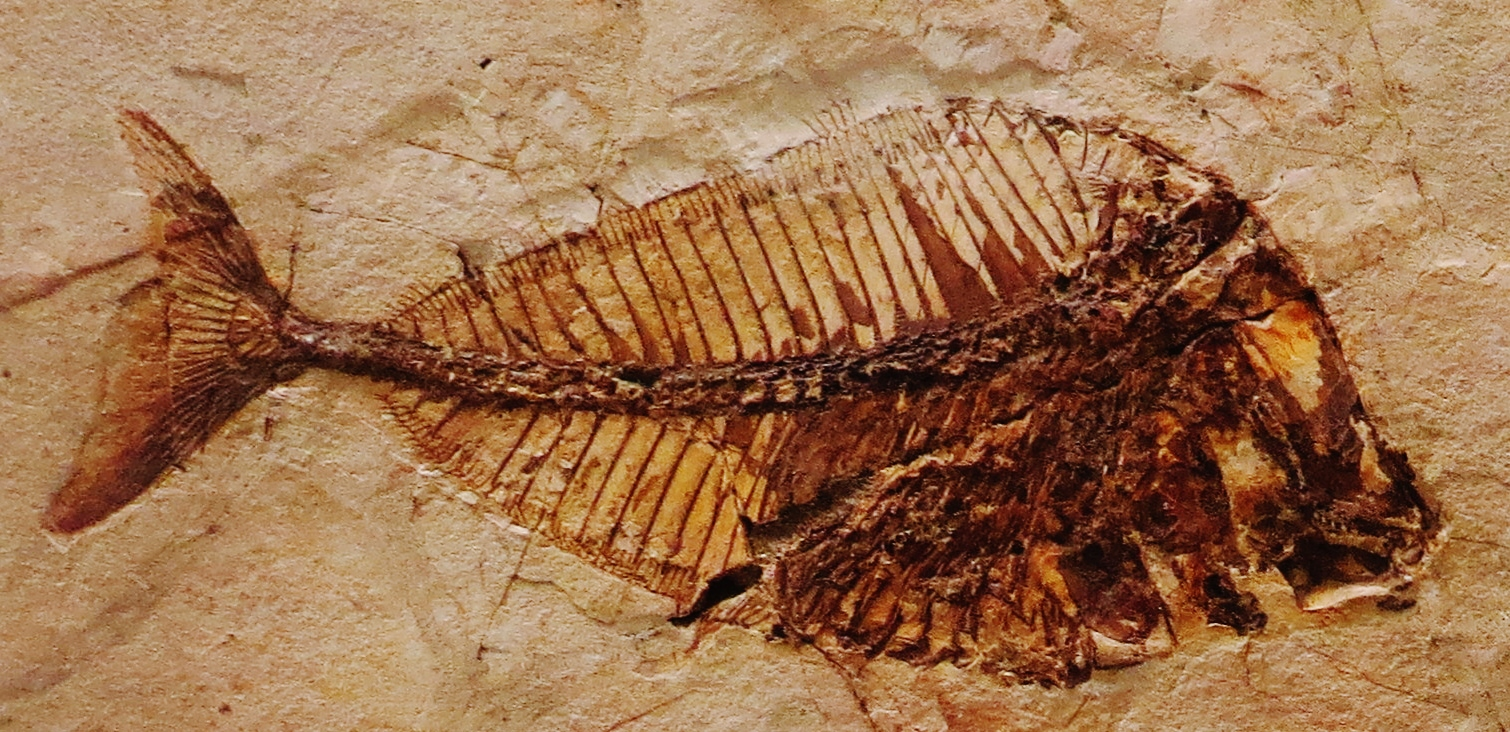
Fossile di Pycnodus platessus (= P. apodus)

## Classificazione
Pycnodus è il genere eponimo dei picnodontiformi, un grande gruppo di pesci attinotterigi forse vicini all'origine dei teleostei. In particolare, Pycnodus è una delle forme più derivate (all'interno della famiglia Pycnodontidae e della sottofamiglia Pycnodontinae) e anche uno degli ultimi generi noti.  
Il genere Pycnodus ha una storia tassonomica lunga e complessa: la specie tipo, Pycnodus apodus, venne descritta per la prima volta da Volta nel 1796 con il nome di Coryphaena apoda sulla base di fossili rinvenuti nella famosa Pesciara di Bolca, in provincia di Verona in Italia settentrionale. Gli stessi fossili vennero poi ridescritti da de Blainville nel 1818 sotto il nome di Zeus platessus; Louis Agassiz, nel 1833, coniò per questi esemplari il nome di Pycnodus, mantenendo l'epiteto specifico platessus. Fu poi Heckel nel 1856 a erigere una nuova specie, P. gibbus, sulla base di alcuni esemplari studiati da Agassiz e probabilmente su ulteriori fossili non ancora descritti. Revisioni più recenti (Blot, 1987; Cawley et al., 2018) hanno chiaramente indicato che tutti gli esemplari provenienti da Bolca sono da riferirsi a una sola specie; per questioni di priorità, il nome dell'unica specie valida è quindi Pycnodus apodus, dato che i fossili ascritti alla specie "Coryphaena" apoda chiaramente non appartenevano al genere Coryphaena (Poyato-Ariza e Wenz, 2002). 
Oltre ai fossili provenienti da Bolca, nel corso degli anni sono stati attribuiti numerosissimi resti al genere Pycnodus, soprattutto dentature o denti isolati. A Pycnodus in passato sono state erroneamente attribuite numerose specie del Giurassico e del Cretaceo (ad esempio P. laiverensis, ora noto come Sylvienodus, e P. rhombus, ora noto come Stemmatodus), mentre da giacimenti risalenti al Paleogene provengono numerosi elementi isolati costituiti da denti e mascelle. Le prime testimonianze di Pycnodus sono P. praecursor dal Daniano dell'Angola e  P. sp. cfr. P. praecursor dal Thanetiano del Niger, ma sono note anche P. toliapicus (Thanetiano di Togo, Nigeria e Niger ed Eocene inferiore e medio di Inghilterra, Francia e Belgio), P. bicresta dalla regione himalayana nordoccidentale, India, P. bowerbanki dell'Ypresiano dell'Inghilterra, del Mali e dell'Algeria, P. mokattamensis dell'Ypresiano - Luteziano d'Egitto e Algeria, P. legrandi, P. lemellefensis, P. thamallulensis, P. vasseuri e P. pellei dell'Ypresiano d'Algeria, P. pachyrhinus dell'Ypresiano del Kent in Inghilterra, P. funkianus dall'Ypresiano di Brunswick in Germania, P. munieri e P. savini dell'Ypresiano della Francia e un gruppo di specie dell'Eocene medio del Mali (P. jonesae, P. maliensis, P. munieri, P. variabilis e P. zeaformis). Tutte queste specie, tuttavia, sono conosciute solo grazie a parti della dentatura e non sono quindi ascrivibili con certezza al genere Pycnodus. 

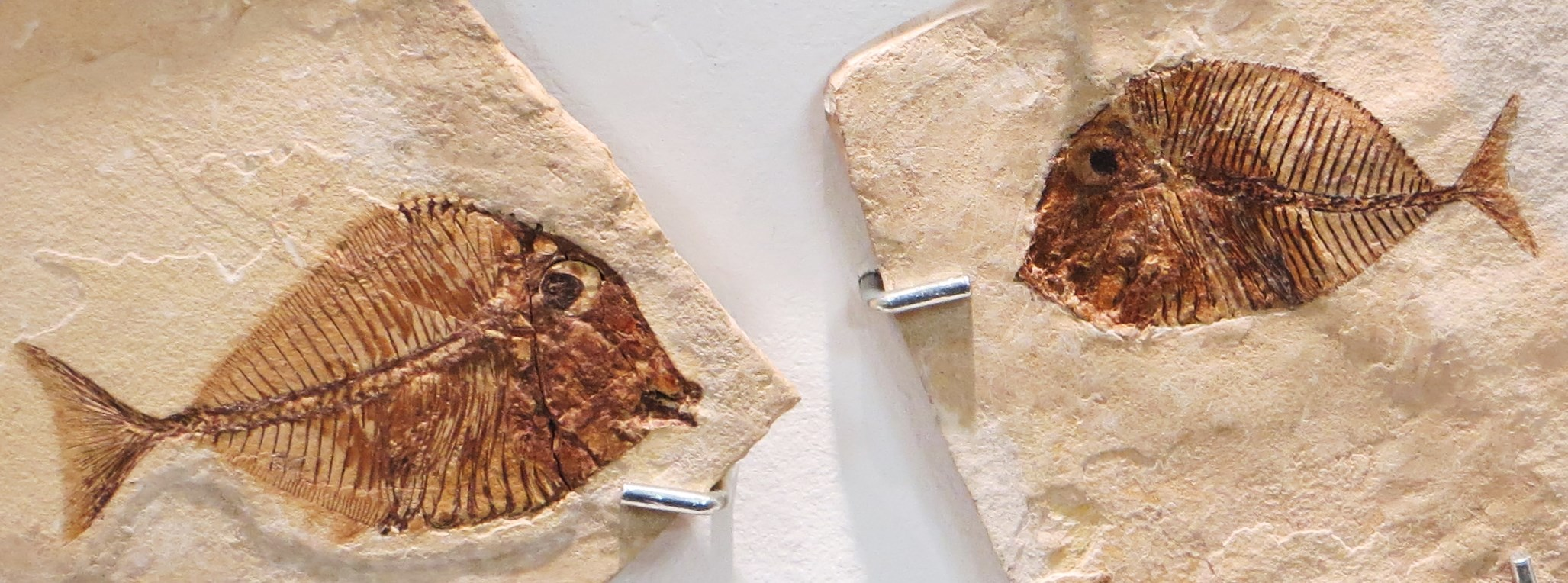
Fossili di Pycnodus gibbus (= P. apodus)

L'unico resto articolato probabilmente ascrivibile a questo genere, eccezion fatta per il materiale di Bolca, è un esemplare proveniente dal Paleocene di Palenque, in Messico (Alvarado-Ortega et al., 2015).